# عبدالحی آخندزاده
عبدالحی آخندزاده (زاده ۱۳۶۳ ولسوالی کجکی - ولایت هلمند) سیاستمدار افغانستانی و نماینده مردم ولایت هلمند در دوره شانزدهم مجلس نمایندگان است. وی در مجلس شانزدهم نمایندگان افغانستان عضو کمیسیون امور داخلی می‌باشد.

## زندگی‌نامه
عبدالحی آخندزاده زاده ۱۳۶۳ از ولسوالی کجکی ولایت هلمند است. وی تحصیلات متوسطه خود را در سال ۱۳۸۲ در لیسه لشکرگاه به اتمام برد و در رشته علوم سیاسی مدرک لیسانس را کسب کند.

## دیگر فعالیت‌ها
دیگر فعالیت‌های وی:
- رئیس یک شرکت مواد ساختمانی